# First Nations
De First Nations, in Nederlands: Eerste Naties van Canada zijn de inheemse volkeren in Canada die niet behoren tot de Inuit of Métis. In 2013 waren er 634 erkende First Nations-overheden verspreid over Canada, waarvan ongeveer de helft in de provincies Ontario en Brits-Columbia. De totale bevolking bedroeg in 2021 bijna 1.050.000. Volgens de Employment Equity Act zijn de First Nations een adesignated group, samen met vrouwen, 'zichtbare' minderheden (visible minorities) en personen met een lichamelijke of geestelijke handicap. Krachtens de akte van het het Canadese Bureau voor de Statistiek gelden ze niet als een zichtbare minderheid.
De culturen van de Noord-Amerikaanse inheemse volkeren zijn duizenden jaren oud. Sommige van hun orale tradities geven een nauwkeurige beschrijving van historische gebeurtenissen, zoals de aardbeving van Cascadia van 1700. De eerste schriftelijke overleveringen dateren uit de late 15e eeuw, met de komst van Europese ontdekkingsreizigers en kolonisten tijdens het Tijdperk van de Ontdekkingen. Europese documenten van pelsjagers, handelaren, ontdekkingsreizigers en missionarissen leveren belangrijk bewijsmateriaal voor het vroege contact met de inheemse cultuur. Daarnaast heeft archeologisch en antropologisch onderzoek, evenals taalkunde, onderzoekers geholpen om de oude culturen en historische volkeren te begrijpen.
Hoewel niet zonder conflict of slavernij waren de vroege contacten tussen Europese Canadezen enerzijds en First Nations en de Inuitbevolking anderzijds relatief vreedzaam in vergelijking met de Indiaanse oorlogen tussen de kolonisten en inheemse volkeren in de Verenigde Staten. In combinatie met de latere economische ontwikkeling heeft deze relatief vreedzame geschiedenis het mogelijk gemaakt dat de First Nations een sterke invloed hebben op de cultuur van Canada, met behoud van hun eigen identiteit.
Recent is echter gebleken dat er sinds 1876 (Indian Act) tientallen jaren systematisch is gepoogd om deze cultuur uit te roeien: culturele genocide.

## Terminologie
Samen vormen de First Nations, Inuit, en Metis de "Inheemse volkeren in Canada". Daarnaast maken ze deel uit van de "First Peoples". First Nations is een wettelijk omschreven term die in de jaren 1980 de term Indian band (Indiaanse stam) verving en nu algemeen wordt gebruikt. Elder Sol Sanderson heeft beweerd dat hij de term gebruikte in de vroege jaren 1980. Een band is een wettelijk erkend "lichaam van Indianen waarvoor land is gereserveerd of geld wordt beheerd door de Canadese Kroon, voor gezamenlijk gebruik en genot, of verklaart een band te zijn zoals beoogd door de Indiaanse wet."
Pas als ze zijn vermeld in het Indianenregister, worden First Nations-mensen door de Regering van Canada officieel erkend als geregistreerde Indiaan met de Indiaanse status. Daarmee geeft de Indiaanse Wet recht op een uitkering. Als ze niet zijn geregistreerd, worden ze beschouwd als Indiaan zonder status en hebben ze volgens de Canadese staat geen recht op een uitkering. De uitvoering van de Indiaanse wet en het beheer van het Indianenregister wordt gedaan door de afdeling Indiaanse en Noordelijke Zaken van de federale overheid.
Hoewel in Canada het woord Indiaan nog steeds een juridische term is, wordt deze steeds minder gebruikt. Sommige First Nations-mensen vinden de term beledigend, terwijl anderen de voorkeur geven aan Aboriginal. Volgens de Canadese volkstelling van 2006 beschouwen meer Canadezen zichzelf als Indo-Canadees dan er leden zijn van de First Nations. Deze demografische verandering is het gevolg van de toegenomen 20e-eeuwse immigratie. De term Native American, die vaak in de Verenigde Staten wordt gebruikt, is niet populair in Canada. Deze term verwijst meer specifiek naar de inheemse volkeren die woonachtig zijn binnen de grenzen van de Verenigde Staten. De gelijkluidende term Native Canadian wordt niet vaak gebruikt, in tegenstelling tot Natives en autochtonen. Conform de Koninklijke proclamatie van 1763, ook bekend als de "Indiaanse Magna Carta", wordt door de Canadese Kroon verwezen naar inheemse volken in Brits Noord-Amerika als stammen of naties. De term First Nations wordt geschreven met hoofdletters, in tegenstelling tot andere termen. Banden en naties kunnen een iets andere betekenis hebben.

## Geschiedenis
Volgens archeologisch en inheems genetisch bewijs, waren Noord- en Zuid-Amerika de laatste continenten die werden bewoond door mensen. Tijdens de Wisconsinijstijd, 50.000 tot 17.000 jaar geleden, maakte de verlaging van de zeespiegel een reis mogelijk over de Beringlandbrug die zich uitstrekt van Siberië tot noordwest Noord-Amerika. Alaska was ijsvrij als gevolg van lage sneeuwval, waardoor een kleine populatie mogelijk werd. De Laurentide-ijskap bedekte een groot deel van Canada, zodat de nomadische inwoners van Oost-Beringia gedurende duizenden jaren niet verder konden reizen.

### Post-Archaïsche periode

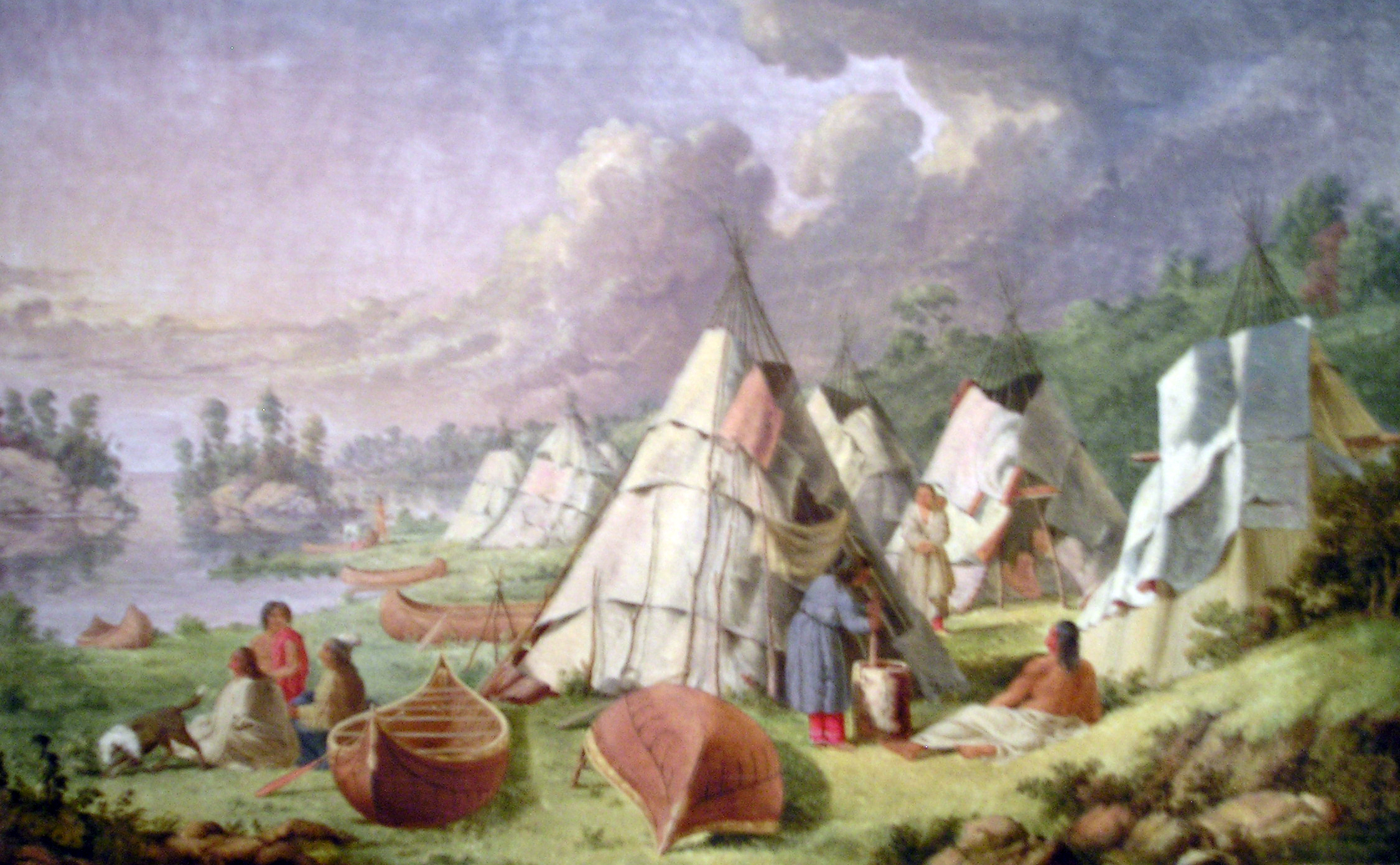
Schilderij van Ojibwe nabij Georgian Bay door Paul Kane

Onder de First Nations volken, zijn er acht unieke scheppingsverhalen en varianten daarvan bekend. Dit zijn de Aardeduiker, Wereldouder, Opkomst, Conflict, Diefstal, Hergeboorte van het lijk, Twee makers' en hun wedstrijden en De broedermythe. Canadese inheemse beschavingen hadden kenmerken van permanente of stedelijke nederzettingen, landbouw, stedelijke en monumentale architectuur en complexe maatschappelijke hiërarchieën. Sommige van deze beschavingen waren al lang uitgestorven voor de tijd van de eerste Europese contacten en zijn ontdekt door archeologisch onderzoek. Anderen werden tijdens deze periode opgenomen in historische verslagen van die tijd Toen de Europeanen arriveerden, waren de inwoners van Noord-Amerika semi-nomadische Stammen van jager-verzamelaars. Anderen waren agrarische beschavingen met vaste verblijfplaats. Nieuwe stammen of confederaties werden gevormd in reactie op de Europese kolonisatie.

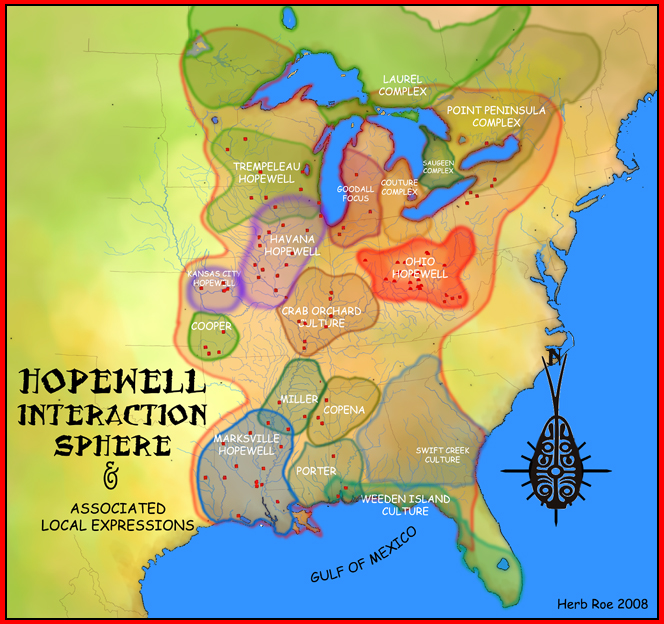
Hopewell Interaction Area

De Old Copper Cultures dateren van 3000 v.Chr. tot 500 v.Chr., waarbij van aardewerk nog geen sprake was. Het koper werd gevonden op glaciale afzettingen in het gebied rond de Grote Meren en werd in zijn natuurlijke vorm gebruikt om gereedschappen en werktuigen te vervaardigen. De Woodlandcultuur in Ontario en de Maritieme Provincies dateert van 1000 v.Chr. tot 1000 AD. De invoering van aardewerk onderscheidt deze cultuur van de Archaïsche Periode. Het Laurentidevolk in het zuiden van Ontario fabriceerde het oudste aardewerk dat is opgegraven in Canada. Zij creëerden bekers met een puntige onderkant die ze versierden met een techniek waarbij tandafdrukken op een rij in de natte klei werd geplaatst. De Woodlandtechnologie omvatte voorwerpen zoals messen van beversnijtanden, armbanden en beitels. De invoering van de Drie Zusters landbouwmethode resulteerde in een dieet van pompoen, maïs en bonen en een toename van de bevolking.
De Nortoncultuur is een archeologische cultuur die zich ontwikkelde in de Westelijke Arctis langs de Alaskaanse oever van de Beringstraat van 1000 v.Chr. tot ongeveer 900 AD. De mensen van het Nortonvolk gebruikten stenen gereedschappen net als hun voorgangers, de "Arctische kleine-gereedschappencultuur", maar waren meer georiënteerd op de zee en brachten nieuwe technologieën, zoals de olielamp en het kleischip. Ze jaagden op rendieren en kleinere zoogdieren en vingen zalm en grote zeezoogdieren. Opgravingen van prehistorische dorpen getuigen van een permanente bewoning. De Hopewellcultuur floreerde langs rivieren in het noordoosten en middenwesten van de Verenigde Staten, van 300 v.Chr. tot 500 AD. De Hopewellcultuur was geen op zichzelf staande cultuur of samenleving, maar een set van verspreide populaties, verbonden door een gemeenschappelijk netwerk van handelsroutes, bekend als het "Hopewell Exchange System". Tijdens haar grootste omvang liep het Hopewell Exchange System van het zuidoosten van de Verenigde Staten tot de zuidoostelijke Canadese oevers van het Ontariomeer. Onder andere het Point Peninsula Complex, het Saugeen Complex en het Laurel Complex zijn voorbeelden van de Hopewelliaanse volkeren in Canada.

### Vorming van naties
De First Nations hebben zich overal in Canada gevestigd, van 500 v.Chr. tot 1000 AD. Honderden stammen met elk een eigen cultuur ontwikkelden zich. In het noordwesten waren het de Athabaskische, Slavey, Tli Cho, Tutchone en Tlingit, langs de Pacifische kust de Haida, Salish, Kwakiutl, Nuu-Chah-Nulth, Nisga'a en Gitxsan, in de vlakten de Blackfoot, Kainai, Sarcee en Noord-Peigan, in de noordelijke bossen de Cree en Chipewyan, rond de Grote Meren de Anishinaabe, Algonquin, Iroquois en Wyandot en langs de Atlantische kust de Beothuk, Maliseet, Innu, Abenaki en Mi'kmaq.
De Blackfootindianen bevinden zich in de Great Plains van Montana en de Canadese provincies Alberta en Saskatchewan. Zij zijn genoemd naar de kleur van hun leren schoenen, beter bekend als mocassins. Een legende zegt dat de Blackfoot door de as van prairiebranden liepen, waardoor de onderkant van hun mocassins zwart werd gekleurd. In werkelijkheid verfden ze de onderkant van hun mocassins zwart. De Blackfoot leefden oorspronkelijk als bosindianen, noordoostelijk van de Plains. Ze migreerden naar de Plains, pasten zich aan en raakten gewend aan hun nieuwe gebied. Ze leerden het nieuwe land goed kennen en vestigden zich daar als prairie-Indianen in de late 18e eeuw.

### Culturele genocide
Vanaf ongeveer 2000 is steeds meer duidelijk geworden dat een aantal Canadese overheidsdiensten en katholieke, Anglicaanse en United kerken gepoogd hebben de oorspronkelijke gebruiken uit te wissen, onder meer door kinderen van First Nations weg te halen bij de ouders, Engels te leren, vaak in ver van hun thuis gelegen scholen. De Indian Act van 1867 zette daarvoor de deur open. Omstreeks 2010 leidde dit tot een aantal processen tegen de Canadese staat. Omstreeks 2015 kwam een speciaal daarvoor aangestelde commissie (Truth and Reconciliation Commission) tot de vaststelling dat er sprake was van culturele genocide.